# Molliens-Dreuil
Molliens-Dreuil là một xã ở tỉnh Somme, vùng Hauts-de-France, Pháp.
Thị trấn này tọa lạc trên đường D211 và đường D69, khoảng 13 dặm Anh về phía tây của Amiens, trong thung lũng của một con suối nhỏ St.Landon.

## Dân số
| 1962                                                         | 1968 | 1975 | 1982 | 1990 | 1999 |
| ------------------------------------------------------------ | ---- | ---- | ---- | ---- | ---- |
| 548                                                          | 555  | 582  | 789  | 878  | 830  |
| Số liệu điều tra dân số từ năm 1962, dân số không tính trùng |      |      |      |      |      |